# Bokor László (filmrendező)
Bokor László (Budapest, 1930. december 7. –) magyar filmrendező, újságíró, országgyűlési képviselő.

## Életpályája
Szülei Bokor Izsó (1887–1942) kórházi főfelügyelő, a Pesti Izraelita Hitközség főtanácsosa és Zádor Jolán (1898–1984) voltak. 1945-ben a Magyar Kommunista Párt, később pedig a Magyar Dolgozók Pártja és a Magyar Szocialista Munkáspárt tagja lett. 1947-ben fényképész lett. Az Ifjúság, a Szocialista Fiatalok, és a Magyar Nap fotósa volt. 1949-től a Mafilm dramaturggyakornokaként dolgozott. Egy évvel később a Magyar Filmhíradó munkatársa lett. 1955-ben végzett a Színház- és Filmművészeti Főiskola rendező-dramaturg szakán. 1955-től a Mafilm Híradó és Dokumentumfilm Stúdiójának rendezője volt. 1960-tól a Magyar Televízió külpolitikai adásainak rendezője volt. 10 évvel később már a bécsi magyar nagykövetség sajtóirodájának vezetője volt. 1975-től a Híradó- és Dokumentumfilm Stúdió vezetője, valamint a magyar Filmhíradó vezetője volt. 1987–1990 között a Mozi- és Videofilmgyár igazgató-főszerkesztője volt. 1985–1990 között országgyűlési képviselőként dolgozott.

## Magánélete
1956-ban házasságot kötött Fuchs Évával. Egy lányuk született; Gabriella (1964).

## Filmjei
- "A nagyvilágon kívül…" (1957)
- Április 4. (1958)
- Úttörő seregszemle (1959)
- Új legenda született (1959)
- Mesél a Nílus (1959)
- Híd a Níluson (1959)
- 15 esztendeje (1960)
- Távol a nagyvárostól (1960)
- Párizsi hétköznapok (1960)
- Nem törnek át (1960)
- Ekét a kardokból (1960)
- Károlyi Mihály (1962)
- Színházi körséta (1964)
- Húsz éve történt (1964)
- A nép szolgálatában 1945-1965 (1965)
- Viktória 1945 (1965)
- Láthatatlan háború (1965)
- Holnap már tavasz lesz (1965)
- Munkásőrök (1966)
- Kongresszusi jelentés (1966)
- A Duna partján (1966)
- Három lány (1967)
- Én, Varga Júlia (1967)
- Egyesült erővel (1967)
- 50 éves a párt (1968)
- Randevú Szófiában (1968)
- Fesztivál '68 (1968)
- Dokumentumok (1968)
- Dezertőrök (1968)
- Többlépcsős rakéta (1969)
- Kozmosz csillagai (1969)
- Született 1945-ben (1970)
- Képek egy évtizedről (1971)
- Madrid határán (1975)
- Szembesítés (1976)
- Emlékezés egy honfoglalásra (1978)
- Zászló félárbócon (1981)
- Hajnal a Mekong fölött (1981)
- Három nemzedék (1983)
- Háború hadüzenet nélkül (1983)
- Emlékek hídja (1984)
- Ismeretlen katonák (1988)

## Művei
- Bokor László–Fehéri Tamás: Kamerával a világ körül; Magvető, Budapest, 1969
- Dobozba zárt háború. Dokumentumregény; Zrínyi, Budapest, 1973
- (H) Idegháború. Dokumentumregény; Zrínyi–Kossuth, Budapest, 1978
- "X" óra; Zrínyi, Budapest, 1981
- Történelmi pillanatok. Válogatás a Mafirt, a Magyar Filmhíradó, a "Budapest ostroma" című szovjet katonai dokumentumfilm és az MTI képanyagából; Kossuth, Budapest, 1981
- Nürnberg 1946 (összeáll.)
- Futártáska. Dokumentumregény; Zrínyi, Budapest, 1983
- Hajnali őrjárat; Zrínyi, Budapest, 1984
- Jelentés a határon túlról. Útinapló; BM Határőrség Politikai Csoportfőnökség, Budapest, 1986
- Eltűnt Dél-Amerikában. Dokumentumregény; BM Határőrség Politikai Csoportfőnökség, Budapest, 1987 (HK)
- Riadó a képernyőn; Zrínyi, Budapest, 1987 (Titkos dosszié)
- A láthatatlan arcvonal. Dokumentumregény; Népszava, Budapest, 1987